# Antonio Colli
Antonio Walter Colli (Cortina d'Ampezzo, 25 dicembre 1958) è un giocatore di curling ed ex hockeista su ghiaccio italiano, atleta del Curling Club 66 Cortina (nel curling) e della Sportivi Ghiaccio Cortina (nell'hockey).

## Carriera sportiva

### Nazionale junior di curling
Ha fatto parte della nazionale italiana junior di curling partecipando al campionato mondiale junior di curling del 1975 a East York, in Canada. In quell'occasione l'Italia si piazzò al nono posto. La prima partita di questo evento, il 25 febbraio 1975, fu anche l'esordio della nazionale junior italiana. Nella prima partita l'Italia fu sconfitta dalla formazione svedese per 9 a 15.
CAMPIONATI
Nazionale junior:
- Mondiale junior
  - East York ( Canada) 9°

### Carriera hockeistica
Nel 1976 abbandona momentaneamente il curling per impegnarsi nell'hockey su ghiaccio con la squadra di serie A di Cortina d'Ampezzo (Cortina Doria). Negli anni successivi entra anche a far parte della nazionale italiana di hockey su ghiaccio.

### Il ritorno al curling
Terminata l'attività agonistica di hockey Antonio torna a giocare a curling militando nel girone d'eccellenza (serie A) del campionato italiano di curling con la squadra del Curling Club 66 Cortina.

### Altri sport
Antonio è maestro di sci di fondo.

## Incarichi sociali
Antonio è un dirigente e segretario della società che a Cortina d'Ampezzo gestisce tutti gli impianti sportivi (GIS), ed ha tra l'altro la mansione di presentatore e coordinatore nella maggior parte degli eventi pubblici turistico-sportivi che si svolgono nella conca ampezzana.